# Alfred Guillaume
Alfred Guillaume (* 1888; † 1965) war ein Islamwissenschaftler, Orientalist, Religionswissenschaftler und geweihter anglikanischer Priester. Er ist der Übersetzer von Ibn Ishaqs „Sirat Rasul Allah“ (Das Leben des Propheten Mohammed), der frühesten und wichtigsten historischen Informationsquelle über das Leben von Mohammed. Er lehrte an der School of Oriental and African Studies in London.

## Wichtige Werke
- The Life of Muhammad. A translation of Ibn Ishaq’s Sirat Rasul Allah. Oxford 1955.
- The Traditions of Islam. An Introduction to the study of the Hadith literature. Clarendon Press, Oxford [u. a.] 1924. (archive.org, Digitalisat)
- mit Thomas Arnold: The Legacy of Islam. Clarendon Press, Oxford 1931.
- Kitāb Nihājat al-iqdām fī ʿilm al-kalām / Abu-ʾl-Fatḥ Muḥammad Ibn-ʿAbd-al-Karīm aš-Šahrastānī. Oxford University Press, London 1934.
- Prophecy and Divination Among the Hebrew and Other Semites. Hodder & Stoughton, London 1938.
- (Übersetzung und Kommentar) The life of Muhammad. A translation of Isḥāq’s Sīrat Rasūl Allāh. / Muḥammad Ibn-Isḥāq. Oxford University Press, London [u. a.] 1955.
- Hebrew and Arabic lexicography. Brill, Leiden 1965.
- Islam. Penguin, Harmondsworth 1971.